# 1561 en santé et médecine
| Années de la santé et de la médecine : 1558 - 1559 - 1560 - 1561 - 1562 - 1563 - 1564    |
| Décennies de la santé et de la médecine : 1530 - 1540 - 1550 - 1560 - 1570 - 1580 - 1590 |

Cet article présente les faits marquants de l'année 1561 en santé et médecine.

## Publications
- Valerius Cordus (1515-1544), Annotationes in Pedacii Dioscoridis de Materia medica libros V, imprimées à Strasbourg chez Josias Rihel[1].
- Gabriel Fallope (c.1523-1562), Observationes anatomicae, à Venise, chez Marcus Antonius Ulmus[2],[3].
- Guglielmo Gratarolo (1516-1568), Pestis descriptio, à Paris, chez Frédéric Morel[4], et Verae alchemiae artisque metallicae doctrina, à Bâle, chez Heinrich Petri et Pietro Perna[5].
- Ambroise Paré (1509 ou 1510-1590), La Méthode curative des plaies et fractures de la tête humaine[6] et Anatomie universelle du corps humain[7], l'une et l'autre à Paris, chez Jean Le Royer.

## Naissances
- 6 janvier : Thomas Fincke (mort en 1656), mathématicien et médecin danois[8].
- 29 mars : Santorio Santorio (mort en 1636), médecin et ingénieur italien[9].
- 29 septembre : Adrien Romain (mort en 1615), médecin et mathématicien flamand[10].

## Décès
- François Rasse l'ancien (né vers 1475), ), chirurgien d'origine belge, père de François Rasse des Neux (v. 1525-1587), installé à Paris au service des rois Henri II, François II et Charles IX[11],[12]).
- Benoît Victorius (né en 1481), médecin italien, professeur à Padoue et Bologne, auteur de divers ouvrages de médecine[13],[14].